# Dorien Dijkhuis
Dorien Maria Dijkhuis (Apeldoorn, 1978) is een Nederlands schrijver, dichter en journalist. Haar debuutbundel 'Waren We Dieren' verscheen half november 2019 bij uitgeverij Nieuw Amsterdam. In januari 2024 verscheen de roman 'Dezelfde maan' bij Uitgeverij van Oorschot.

## Leven en werk
Dijkhuis is geboren in Apeldoorn en verhuisde in 1990 naar Sneek. In Utrecht studeerde zij Taal- en Cultuurstudies aan de Universiteit Utrecht met een specialisatie in Latijns-Amerikaanse geschiedenis en cultuur. Na cum laude afronding van haar studie schrijft ze als freelance journalist over gezondheid, psychologie, gastronomie, kunst en literatuur voor verschillende tijdschriften, magazines en kranten.
In 2013 startte Dijkhuis met de Schrijversvakschool in Amsterdam, waar zij in 2019 afstudeerde. Tijdens die periode verschenen gedichten, korte verhalen en reisverhalen van haar hand in de literaire bladen Tirade, Bouillon!, digitaal tijdschrift De Optimist, tijdschrift Extaze en Het liegend konijn. Een aantal gedichten werd daarnaast opgenomen in bloemlezingen, waaronder de bundel 10 voor 10, tien Extaze-dichters van de jaren tien.
Na de publicatie van haar debuutbundel begon ze poëzie, proza en essay steeds vaker te combineren. 'Dezelfde maan' is een mozaïekroman waarin de genres door elkaar lopen. Ook buiten het papier verkent ze de grenzen van de literaire genres. Dijkhuis werkt graag samen met kunstenaars uit andere disciplines zoals musici, tekenaars en VR-bouwers. Zo maakte ze in 2022 de poëtische virtual reality-installatie VER en werkt ze met muzikanten aan verschillende poëtisch-muzikale voorstellingen.
Dijkhuis woonde en werkte lange tijd in Utrecht waar ze deel uitmaakte van het Utrechts Stadsdichtersgilde en mede-verantwoordelijk was voor de Eenzame Uitvaart in de stad. Momenteel woont zij in Amsterdam en maakt zij als dichter deel uit van de Poule des Doods, de dichtersgroep die in Amsterdam gedichten schrijft voor eenzaam overledenen namens Eenzame Uitvaart Amsterdam.